# Old Harbour Bay
Old Harbour Bay ist eine Kleinstadt im Süden von Jamaika. Die Stadt befindet sich im County Middlesex im Parish Saint Catherine. Im Jahr 2010 hatte Old Harbour Bay eine Einwohnerzahl von 8715 Menschen.

## Geografie
Old Harbour Bay liegt an der Südküste von Jamaika in der gleichnamigen Bucht. Der Ort erhebt sich bis 5 Meter über den Meeresspiegel. Am östlichen Rand der Stadt mündet die Bucht in die Bucht Galleon Harbour. Ebenfalls östlich gelegen, befindet sich ein großes Schutzgebiet aus Mangrovenwälder, zu dem auch die, in der Bucht südöstlich liegende, unbewohnte Insel Little Goat Island gehört.
Im Norden liegt die Siedlung Moores Pen, deren Grenzen mit denen von Old Harbour Bay verfließen. Ungefähr 6 Kilometer westlich des Ortes liegt der Seehafen Port Esquivel, der zusammen mit der Stadt und dem ebenfalls 6 Kilometer entfernten, jedoch nördlich liegenden Old Harbour ein Handelszentrum auf der Insel bildet. Die Stadt befindet sich ungefähr 13 Kilometer nordwestlich von Spanish Town, der Hauptstadt des Parish Saint Catherine.

## Geschichte
Old Harbour Bay wurde zwischen 1510 und 1513 von dem spanischen Konquistador Juan de Esquivel als eine befestigte Hafenanlage unter dem Namen Puerto de Esquivella Caballo Bayo gegründet. Später entwickelte sich die Befestigung zu einem Fischerort. Als im 16. Jahrhundert die Insel von englischen Kolonialisten erobert wurde, erhielt Old Harbour Bay seinen heutigen Namen.
Zwischen den Jahren 1845 und 1859 emigrierte eine große Anzahl von Menschen aus Indien nach Jamaika. Die Schiffe legten allesamt in Old Harbour Bay an. Heute lebt eine große Gemeinschaft von indischstämmigen Jamaikanern in Old Harbour Bay, die zum größten Teil hinduistischen Glaubens ist.

## Industrie und Wirtschaft
Old Harbour Bay besitzt einen großen internationalen Seehafen und mehrere Werften. Zudem besitzt die Stadt einen internationalen Flughafen, das Port Esquivel Airfield.
Der Ort bildet zusammen mit dem Seehafen Port Esquivel und dem Handelsort Old Harbour eines der wichtigsten Handelszentren für Zucker und Bauxit auf der Insel. In Old Harbour befindet sich ein wichtiger Güterbahnhof, der gekoppelt ist mit den Häfen in Old Harbour Bay und Port Esquivel.
Der Großteil der Bevölkerung von Old Harbour Bay ist im Fischereigewerbe tätig.

## Söhne und Töchter der Stadt
- Linval Dixon, jamaikanischer Footballspieler
- Seymour Fagan (* 1967), jamaikanischer Sprinter